# Wintam
Wintam este un cătun din provincia belgiană Antwerpen care aparține de sectorul Hingene al municipalității Bornem. Numele Wintam provine de la Wind Ham (în română șuncă la vânt), iar la începutul anilor 1900 se ortografia încă Wintham.
Wintam este format din 3 secțiuni, și anume satul Wintam, zona digurilor și a insulelor omonime (insula de nord este rezervație naturală, iar cea de sud găzduiește o zonă industrială) și Nattenhaasdonk, o zonă locuită pitorească.
În Wintam funcționează o mare ecluză, inaugurată în 1997, care permite navigația între fluviul Escaut și canalul maritim Bruxelles-Escaut. În lunile de vară circulă și un feribot între acest sat și Rupelmonde.
În timpul inundațiilor din 1953, satul a fost complet acoperit de ape din cauza unei breșe care s-a produs pe 1 februarie în digul de protecție de pe malul stâng al râului Rupel. Aceasta a putut fi astupată cu mari eforturi abia pe 10 aprilie. Multe case au devenit nelocuibile, iar familiile fără adăpost au fost găzduite în barăci de lemn amenajate în jurul bisericii satului.

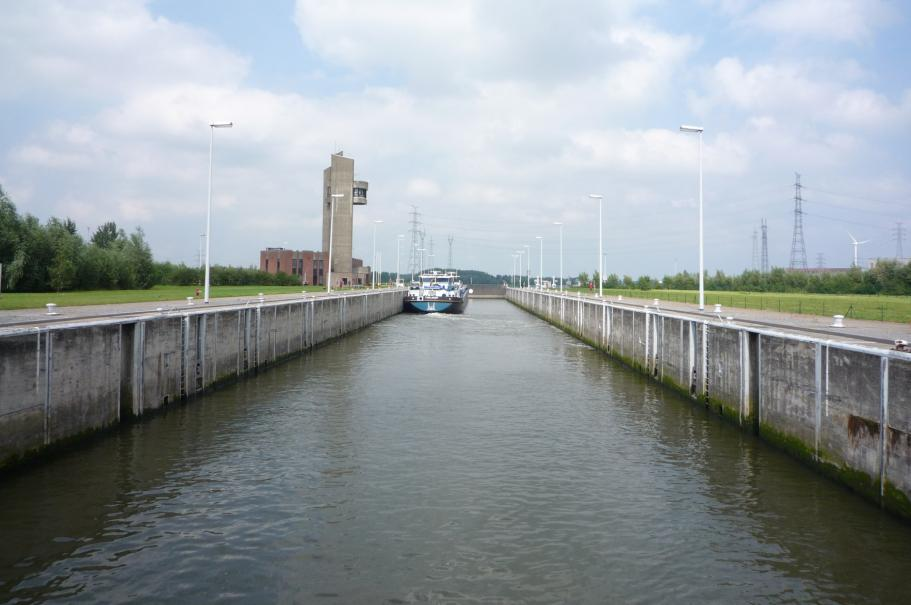
Ecluza de la Wintam văzută dinspre poarta aval.